# Daniel Torres (striptekenaar)
Daniel Torres (Teresa de Cofrentes, Valencia, 20 augustus 1958) is een Spaanse stripauteur, bekend als tekenaar van 'Roco Vargas'.

## Biografie
Daniel Torres begon in 1975 aan een architectuurstudie aan de Universiteit van Valencia (Universitat de València), maar verruilde deze opleiding na een paar jaar voor een kunstopleiding. Nadat hij in 1980 was afgestudeerd, begon hij zijn carrière als striptekenaar. Hij debuteerde dat jaar met het zijn stripfiguur 'Claudio Cueco' in het undergroundstripblad El Vibora. In 1982 publiceerde hij zijn eerste stripverhaal van Roco Vargas, een retrofuturistische strip over een ruimtepiloot die zich heeft teruggetrokken om sciencefictionromans te schrijven en om zijn populaire nachtclub 'Mongo' te beheren. In deze verhalen beleeft Roco Vargas allerlei kosmische avonturen.
Vanaf 1997 tekent Torres de strip Aphrodite voor Penthouse Comix.
Torres lijkt in zijn tekenstijl sterk beïnvloed door de atoomstijl van Ever Meulen.